# Öresundståg
Öresundståg, Ø-tåg, (danska: Øresundstog) är ett regionaltågssystem som sträcker sig från Østerport i Köpenhamn på den danska sidan till Karlskrona, Kalmar och Göteborg på den svenska sidan. Trafiken körs sedan den 11 december 2022 av Transdev på såväl dansk som svensk sida.

## Huvudmän
Huvudman för trafiken med Öresundstågen är inom Sverige bolaget Öresundståg AB som ägs till 40 procent av Region Skåne. Resterande 60 procent ägs i lika delar av Region Blekinge, Region Halland, Region Kalmar län, Region Kronoberg och Västtrafik AB (på uppdrag av Västra Götalandsregionen).
Varje ägare är skyldig att tillhandahålla så många fordon som det behövs för att täcka trafikutbudet i sitt län. Huvudman för trafiken inom Danmark är sedan 11 december 2022 Skånetrafiken.

## Operatörer
Från början sköttes trafiken gemensamt av SJ och DSB. Efter upphandling togs trafiken över av DSBFirst 2009 (med undantag för sträckan Alvesta–Kalmar, som fortsatt kördes av SJ).
Under 2011 uppdagades stora ekonomiska förluster i DSBFirst samt oegentligheter i de ekonomiska transaktionerna med moderbolaget DSB.
Företaget begärde mer pengar av Öresundståg för att inte gå i konkurs. En ganska högljudd debatt uppstod mellan Danmark och Sydsverige där den danske transportministern  Hans Christian Schmidt hotade med att stoppa svenska tåg vid Kastrup.
Efter förhandlingar den 25 juni 2011 kom man överens om att de svenska huvudmännen skulle skjuta till pengar för att driva trafiken till december. Från och med 11 december 2011 togs trafiken på svenska sidan temporärt över av Veolia Transport medan man genomförde en ny upphandling av trafiken.
Vid Veolias övertagande av trafiken på den svenska sidan ingick även sträckan Alvesta-Kalmar. Samtidigt gick Kalmar länstrafik med i Sydtaxan.
I Danmark är Trafikstyrelsen huvudman, men den har delegerat allt operativt ansvar till Skånetrafiken.
Ansvaret för trafiken över bron delades fram till december 2022 av den danska och den svenska operatören, med personalbyten omväxlande i Malmö och Köpenhamn.
Från och med december 2020 till och med december 2028 var det avtalat att SJ, via nybildade bolaget SJ Öresund, körde trafiken på den svenska sidan. I april 2022 offentliggjordes att Öresundståg och SJ Öresund avslutar sitt avtal i förtid, på grund av meningsskiljaktigheter kring förutsättningar för tågens underhåll. Med anledning av covid-19-pandemin tecknade parterna, i samband med att SJ tog över trafiken, ett tilläggsavtal som bland annat innebar att SJ Öresund fick högre ersättning för underhållet av tågen. Inledningsvis var man överens om att i december 2022 återgå till det grundavtal som skrivits, men då SJ menade att det inte var möjligt att återgå till grundavtalet kom parterna fram till att avsluta samarbetet i förtid.
Innan uppsägningen av avtalet offentliggjordes hade Öresundståg tecknat ett reservavtal med den tidigare operatören Transdev, som skulle komma att träda i kraft om Öresundståg och SJ Öresund inte kunde enas om vägen framåt efter december 2022.
I augusti 2018 tecknades ett avtal som innebär att Skånetrafiken ska få helhetsansvar för Öresundstågstrafiken mellan Malmö och Köpenhamn. Efter upphandling av trafiken kommer därför Transdev under 2022 att ta över ansvaret även för trafiken över bron fram till Østerport i Köpenhamn. Den 12 december 2021 slutade Öresundstågen att gå till/från Helsingör.
I december 2025 tar VR Sverige över som operatör för Öresundstågen med ett femårigt avtal.

## Trafik och linjenät
Öresundståg trafikerar linjerna:
- Østerport–Köpenhamn H–Malmö C–Lund–Helsingborg–Halmstad–Göteborg
- Østerport–Köpenhamn H–Malmö C–Lund–Hässleholm–Kristianstad–Karlskrona
- Østerport–Köpenhamn H–Malmö C–Lund–Hässleholm–Alvesta–Växjö–Kalmar

Tågen följer en styv tidtabell med avgångar, i stort sett, samma minuttal varje timme: Idag (2025) mellan Lund och Köpenhamn en avgång i timmen från midnatt till klockan fem, under merparten av dygnet fyra turer i timmen, och i rusningstrafik sex turer i timmen.
Öresundstågen går från och med 12 december 2010 genom Citytunneln och stannar då vid Hyllie station samt Triangelns station i Malmö. I och med Citytunneln förkortades restiden Köpenhamns flygplats–Malmö–Lund med cirka 10 minuter.
Eftersom lokal befolkningstäthet och därmed resandeantal varierar väsentligt längs tågens körsträckor, så kopplas vagnar på eller av längs sträckan. Mellan Hässleholm eller Helsingborg och Danmark går tåg med nio vagnar på dagtid (tre X31), medan det är tre eller sex vagnar norr därom. Plattformarna är ofta för korta för nio-vagnarståg i Småland och Blekinge. På Göteborg C är det brist på tillräckligt långa plattformar, och Öresundståg får bara ha sex vagnar dit, trots att det ibland finns behov av fler. Detta planeras inte lösas förrän Västlänkens plattformar norr om den befintliga centralstationen är klara cirka 2026. På grund av stående passagerare Göteborg–Varberg i rusningstrafik och brist på X31K-fordon har Västtrafik 2017 börjat köra extratåg Göteborg–Varberg med sina fordon.
I Danmark gick Öresundståg tidigare vidare från Østerport till Nivå och Helsingör. Den sträckan betjänas sedan 2022 enbart av DSB.

### Biljetter
Resenärer köper biljett från respektive trafikhuvudman beroende på sträcka. För resor med Öresundståg mellan länen gäller Sydtaxan medan Öresundstaxan tillämpas för resor över riksgränsen. Resor med Öresundståg kan också förekomma på bokade biljetter, då i form av Samtrafikens Förköpt enkel- eller Resplusbiljetter. Bokade biljetter med Öresundståg köps i Sverige exempelvis av tågoperatörer och resebyråer, de kan även köpas av utländska biljettförsäljare, däribland tyska Deutsche Bahn.
För resor inom Danmark gäller Movias biljetter (DSB-biljett vid resa i kombination med DSB:s egna tåg).

### Parallella och kompletterande linjer
- Köpenhamns metro (tunnelbana) trafikerar Köpenhamns flygplats–Nørreport och Ørestad–Nørreport samt Köpenhamn H–Østerport (med något längre restid).
- S-tog trafikerar Köpenhamn H–Østerport och stannar på fler stationer än Öresundståg.
- Pågatågen trafikerar parallellt med Öresundståg Halmstad–Helsingborg, Helsingborg–Malmö och Karlshamn–Kristianstad–Hässleholm–Malmö. De stannar på fler stationer än Öresundståg.
- Krösatåg trafikerar parallellt Hässleholm–Alvesta–Växjö, Växjö–Kalmar och (Karlskrona–)Emmaboda–Kalmar och stannar på fler stationer än Öresundstågen.
- Västtrafik trafikerar parallellt med Öresundståg Göteborg–Varberg.
- SJ trafikerar Göteborg–Malmö, (Stockholm–)Alvesta–Malmö–Köpenhamn och Alvesta–Kalmar.
- Snälltåget trafikerar (Stockholm–)Alvesta–Malmö–Köpenhamn
- VR Snabbtåg Sverige, tidigare MTRX, trafikerar sommartid sträckan mellan Göteborg och Ängelholm.

## Fordon
För Öresundstågen används tvåströms motorvagnar av typen X31K anpassade för att gå mellan Danmark och Sverige och uppfylla båda ländernas myndighetskrav. Även DSB-ägda dieseldrivna IC3 (Y2) har använts på Själland. Ytterligare motorvagnar av typen X31 har inköpts för att klara det ökade resandet på Öresundstågen. Tio till beställdes hösten 2008. Ytterligare elva beställdes hösten 2009. I rapporten "Nytt tågkoncept för framtiden" konstaterar Skånetrafiken att "Produktionslinan för Öresundståg (X31) är stängd, vilket innebär att det inte går att köpa fler sådana fordon för att förstärka Öresundstrafiken."
Under 2012 utrustades tågen med förstärkare för att förstärka mobiltäckningen ombord. I och med detta infördes wifi ombord på tågen, men på grund av dålig tillförlitlighet togs detta bort 2017. (Danskägda Öresundståg har under hösten 2011 utrustats med wifi som även ska fungera i Sverige.) Under 2020 började man åter igen att rulla ut wifi ombord på tågen och sedan hösten 2020 har mer än vartannat Öresundståg wifi ombord.
Öresundstågen kommer med början 2014 att renoverade, de upprustade tågen har fått nya bagagehyllor, större och bekvämare säten i 1:a klass, nya ledstänger i låggolvsdelen och ett större utrymme för handikapplats genom att ta bort kaffe- och läskautomat. Toaletterna har även förbättrats och fått bättre driftsäkerhet. Upprustningen var planerad att vara klar år 2017, då endast 1 tåg i taget kan tas in för renovering, men arbetet har försenats till att få alla tåg renoverade till årsskiftet 2023/24. Kostnaden för renoveringen i varje tågsätt ligger på ca 1,1 till 1,8 miljoner.

### Ombordpersonal
Under första halvan av 2012 utsattes personalen ombord på tågen för 109 inrapporterade incidenter om våld eller hot om våld, vilket ledde till att Arbetsmiljöverket, efter att ett 70-tal händelser ägt rum, beslutade att tågvärdarna inte fick arbeta ensamma i samband med biljettkontroll. Detta ledde till att vakter kallades in. Av incidenterna inträffade 62 stycken i Skåne län. Förbudet mot ensamarbete för tågvärdar upphävdes i mitten av augusti 2012 efter att övervakningskameror och larm införts på tågen.
För att säkerställa utrymningen i samband med en eventuell olycka förbjöd arbetsmiljöverket lokförare att arbeta ensamma på tågen från 2 februari 2015.

### Ny generation av Öresundståg
I september 2017 togs ett beslut i Region Skåne att anskaffa en ny generation tåg för att förstärka fordonsflottan i Skåne och över sundet. Den nya generationen tåg gick under arbetsnamnet "System 3" och skulle bli ett komplement till Öresundstågstrafiken.
Främst saknades kapacitet på sträckan Helsingborg-Lund-Malmö-Köpenhamn. Här var behovet så stort att man behövde öka antalet sittplatser. Ett dubbelkopplat Öresundståg har 600 sittplatser per avgång, men planen var att trippelkoppla tre kortare tåg (3 × 84 meter) och då kunna nå minst 800 passagerare per avgång. De kortare tågen skulle möjliggöra underhåll i fler befintliga tågdepåer.
Enligt Skånetrafiken skulle System 3 "erbjuda hög komfort med t ex wifi, arbetsplatser och bra möjligheter att ta med bagage." Dessutom skulle de i likhet med dagens Öresundståg, klara att framföras både i Sverige och Danmark, som har olika elektriska system.
Det skulle vid varje sittplats finnas en liten arbetsyta, så att den resande kan använda en dator och även de nya tågen skulle ha tillgång till en tyst kupé, samt "Flexytor” med plats med cyklar, barnvagnar och stort bagage samt utfällbara sittplatser.
Skånetrafiken kunde tänka sig att endast ha en toalett istället för två, minska antalet cykelplatser och bagageutrymme för att uppnå 800 passagerare per avgång.
Planerad trafikstart var december 2022 och första sträckan att trafikeras av System 3 var Helsingborg–Landskrona–Kävlinge–Lund–Burlöv–Malmö–Copenhagen Airport–Köpenhamn. Det ursprungliga beslutet omfattade 12 längre tåg, men i oktober 2019 ändrades beslutet till 18 kortare tåg, som skulle kopplas tre och tre.
Skånetrafikens upphandling resulterade i offerter från tre tillverkare, Bombardier, CAF och Stadler och man annonserade Stadler som vinnande av affären den 17 februari 2020, då Stadler erbjöd lägst utvärderingspris, samtidigt som anbudet uppfyllde samtliga krav på leverans och trafikstart till december 2022.
Upphandlingen överklagades av Bombardier och projektet pausades tills förvaltningsrätten meddelat dom och planerad trafikstart riskerade att försenas. Förvaltningsrätten dömde i december 2020 att upphandlingen var fel utförd, så den måste göras om.
Stadlers anbud innehöll tågsätt liknande typen Stadler Dosto, med cirka 850 sittplatser som är så kallade "dubbeldäckare" med passagerare i ett övre plan, som kan nyttjas av dem som reser längre sträckor och ett nedre plan, som är mer tillgänglighetsanpassat och för dem som reser kortare sträckor.
I januari föreslog kollektivtrafiknämnden i Region Skåne att man skulle avsluta planerna på System 3 och istället under 2024  köpa in 10 begagnade Öresundståg från Danmark för att förstärka nuvarande Öresundstågssystem och man avser återkomma med pengar 2025, till en ny framtidsplan för att långsiktigt lösa kapacitetsproblemen.
Ordförande i kollektivtrafiksnämnden i Region Skåne, säger i en intervju att "Region Skåne har valt att inte överklaga domen då vi inser att vi inte kommer att vinna samt att vi inte skulle hinna med en ny upphandling. Upphandlingen för System 3 går ut i maj, eftersom behovet är ändrat kommer en helt ny upphandling att ta lång tid och inte vara på plats förrän tidigast 2025." "Vi hinner helt enkelt inte med en ny upphandling och ser detta som en plan B för att lösa kapaciteten." "Det finns en rad frågor som vi måste lösa tillsammans inför bytet av Öresundstågen, som faller för åldersstrecket 2030. Inköpen av de danska tågsätten är en temporär lösning för att klara trafikkapaciteten med utfasning av de gamla loken tills nya nästa generations Öresundstågsfordon är på plats."
Efter att planerna för System 3 skrotats och upphandlingen avbrutits fick Skånetrafikens ledning i november 2021, uppdraget att köpa in Nästa Generation Öresundståg (NGÖ), i samarbete med övriga regioner som deltar i Öresundstågssamarbetet. 
Många av de krav som fanns på System 3, återkommer i den förstudie för Nästa Generation Öresundståg (NGÖ), som presenterades i december 2022.
Planen är att ha en upphandling på gång under 2024, reservera 2026 för eventuell överklagan och överprövning. Då skulle man 2030–2031 kunna komma att testköra ett antal vagnar, som sedan löpande kompletterar och ersätter dagens Öresundståg.

## Gränskontroll och tullkontroll
Ända sedan innan Öresundståg infördes 2000 har nordiska passunionens regler gällt för tågen, vilket inneburit att pass inte behövs för nordbor och andra godkända id-handlingar kontrollerats sporadiskt, endast vid misstanke om att inte ha rätt till resa över gränsen mellan Danmark och Sverige. År 2015 infördes dock polisiära gränskontroller av alla passagerare som genomfördes medan tågen stod på Hyllie station. Dessutom genomfördes utöver detta id-kontroller genom transportöransvar på sista stationen i Danmark före gränspassage. Dessa genomfördes före ombordstigning på ett inhägnat spår under tiden 4 januari 2016 till 4 maj 2017. Dessa två kontroller orsakade tillsammans en halvtimmes längre restid i riktning mot Sverige.
Tullkontroll utförs stickprovsmässigt ombord på Öresundståg, mest i riktning mot Sverige. Det finns inga röda eller gröna filer och ingen fast placerad tullpersonal på stationerna. De som har varor att deklarera, men inte ser någon tulltjänsteman, ska kontakta tullverket på telefon.
Sedan 2019 utförde Danmark stickprovskontroller för resenärer till Danmark, med dessa är slopade sedan 12 maj 2023.

## Bildgalleri

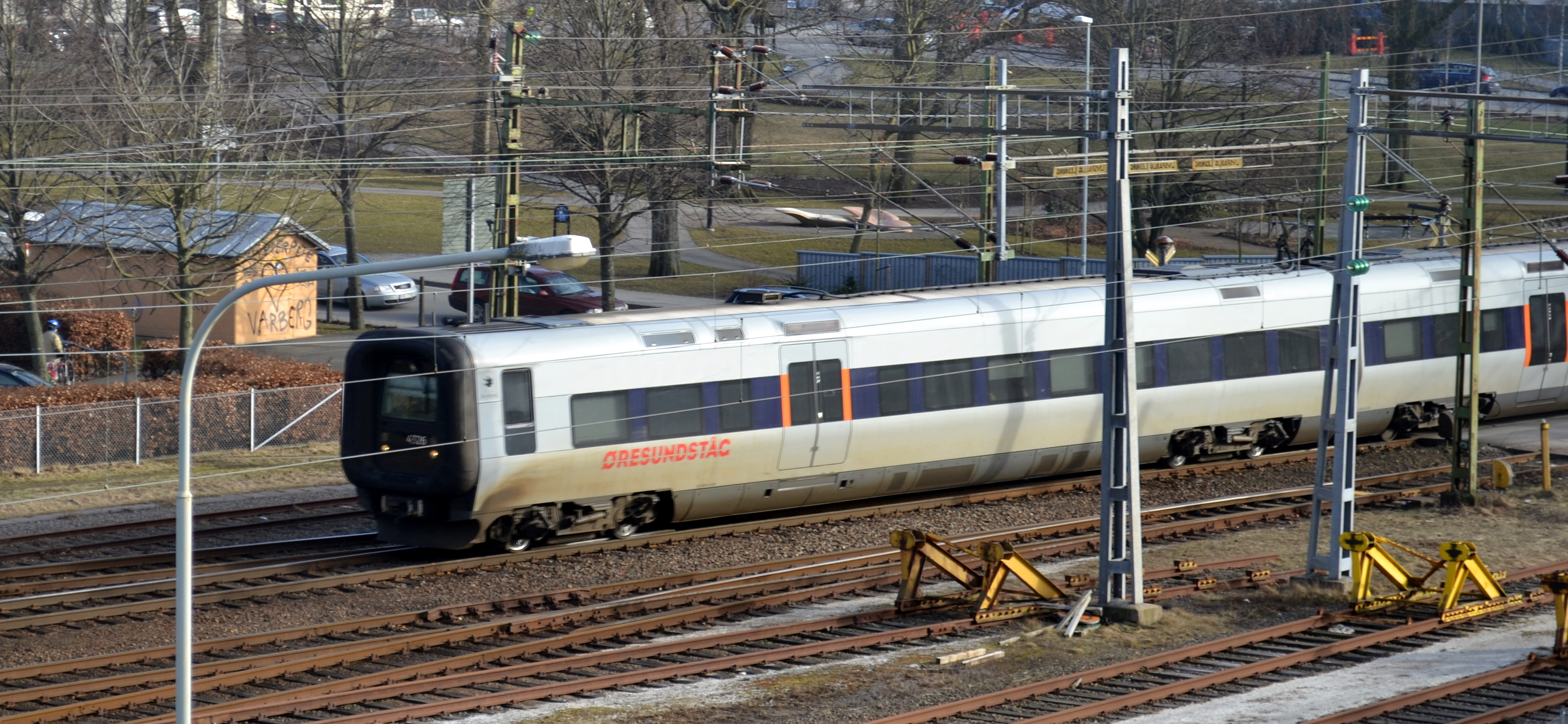
Ett Öresundståg rullar in på Varbergs station söderifrån.
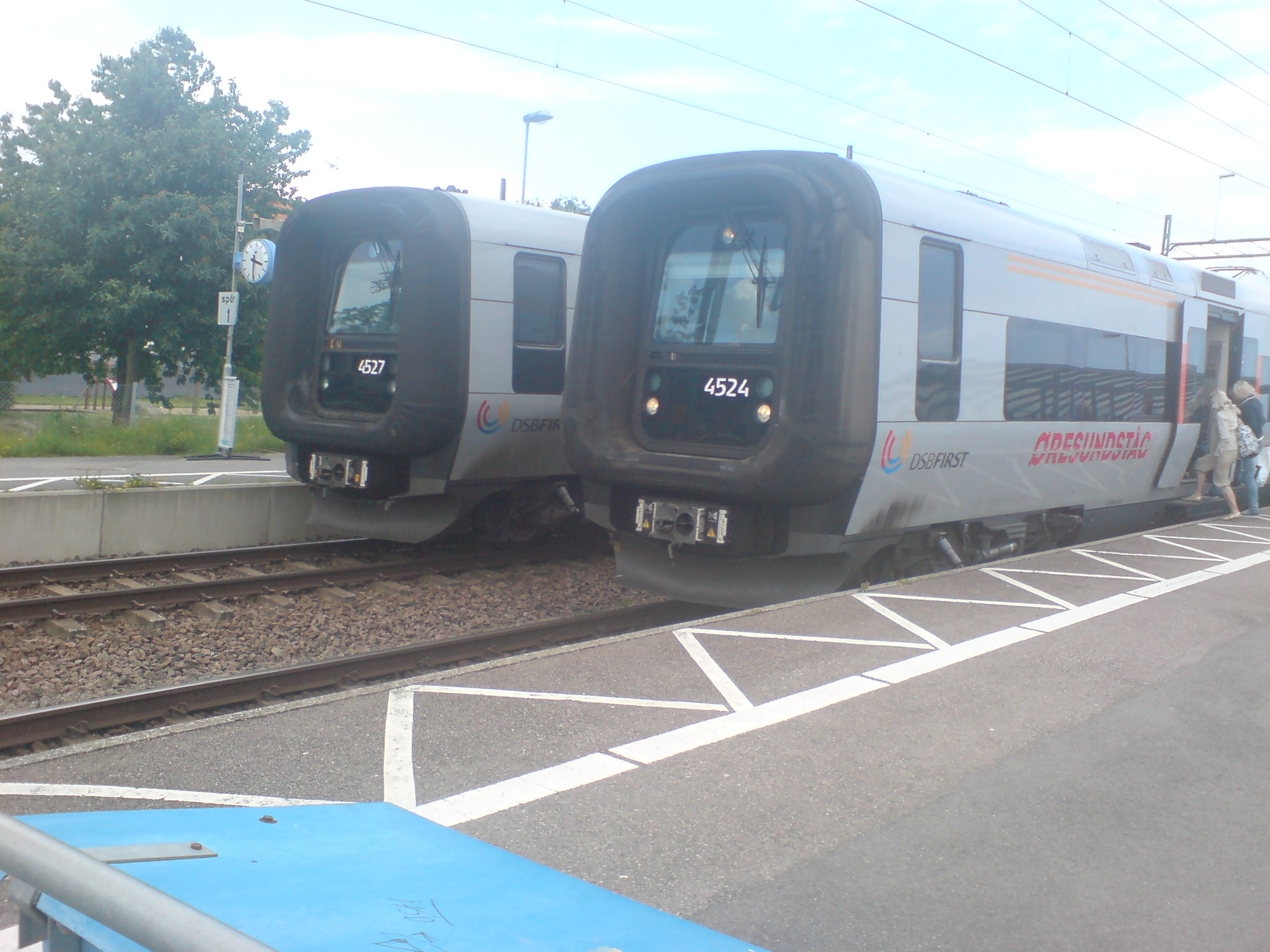
Två Öresundståg möts i Bromölla.
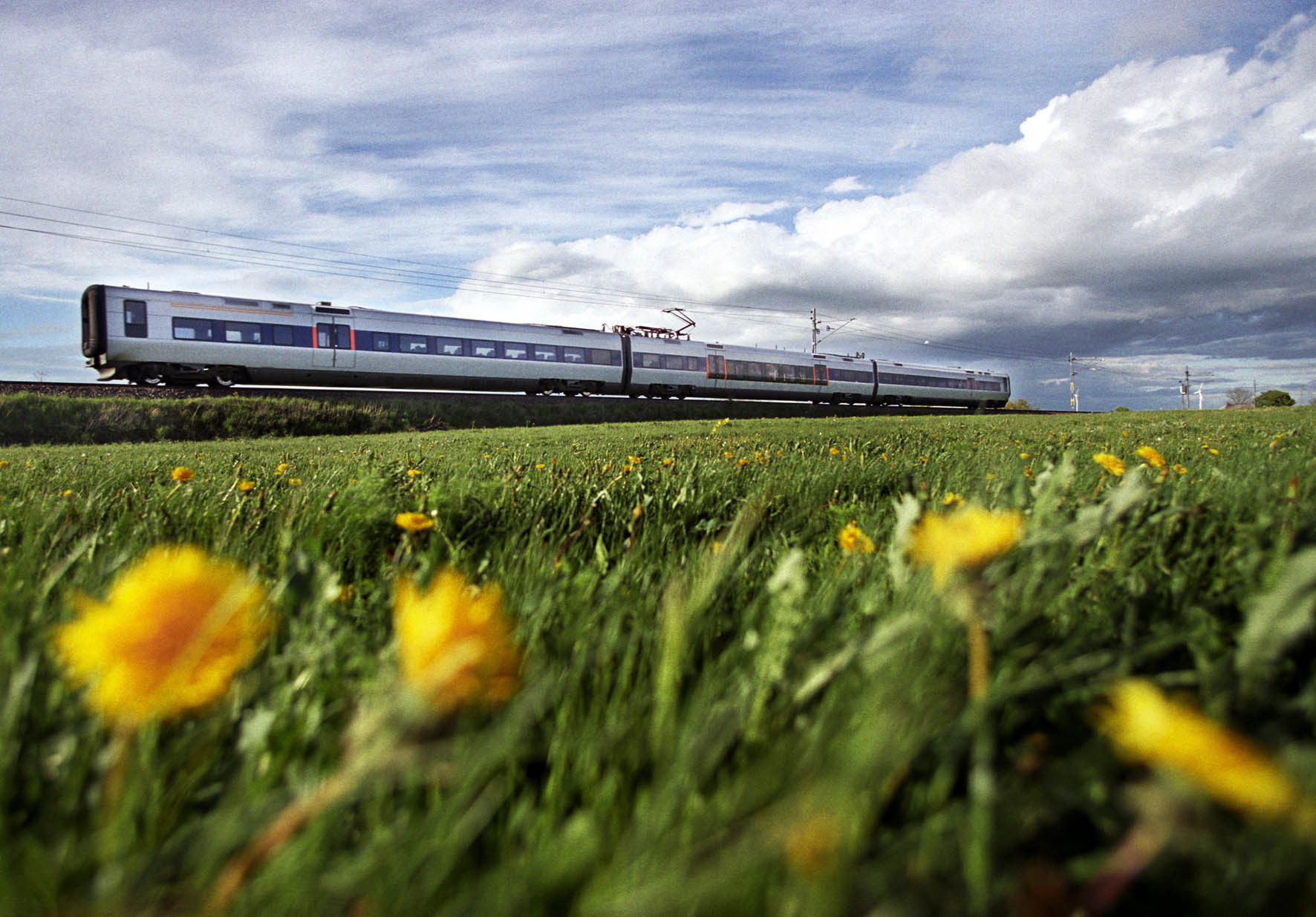
Öresundståg i trafik genom Skåne, maj 2014.
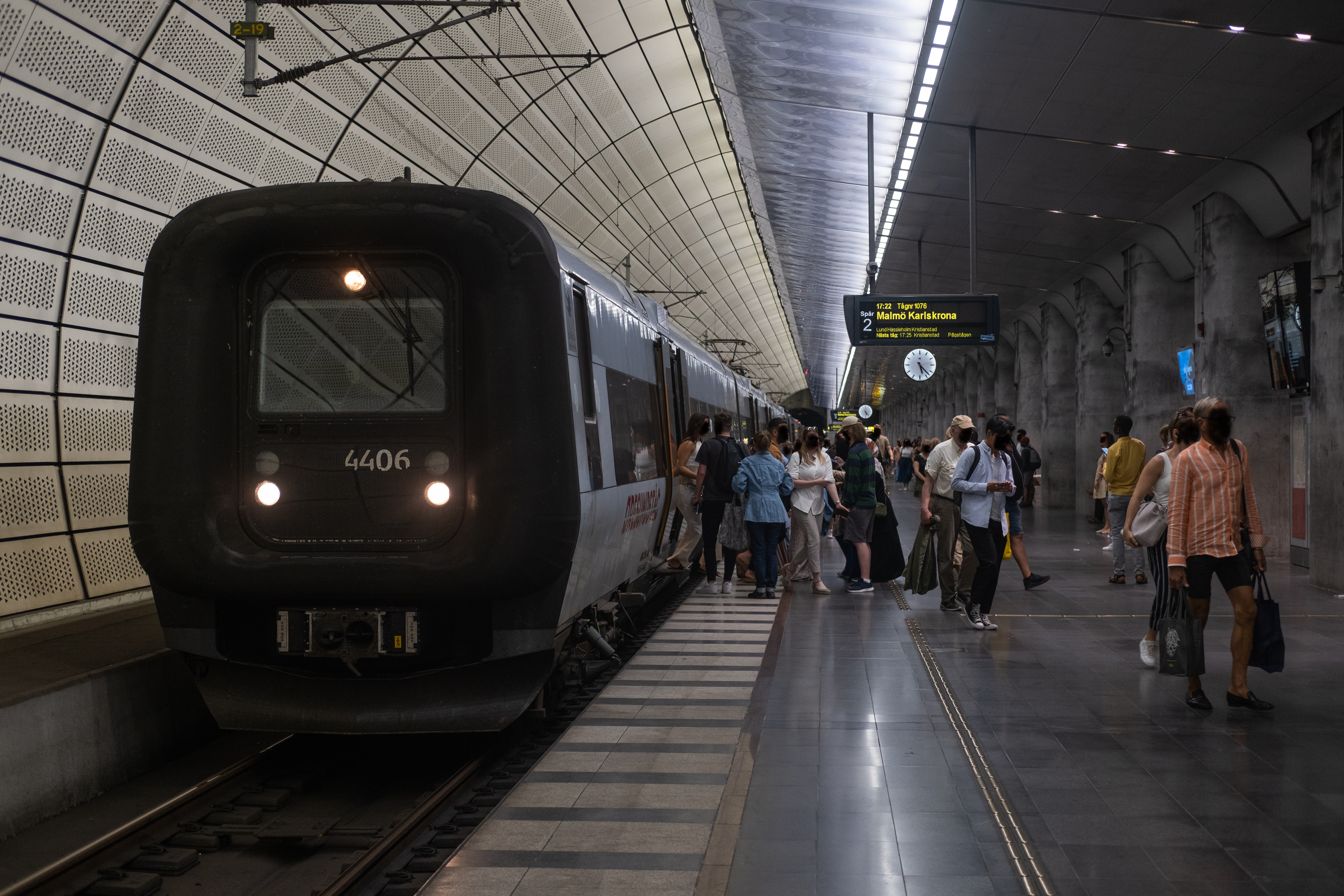
Ett Öresundståg från Danmark stannar vid Triangeln.
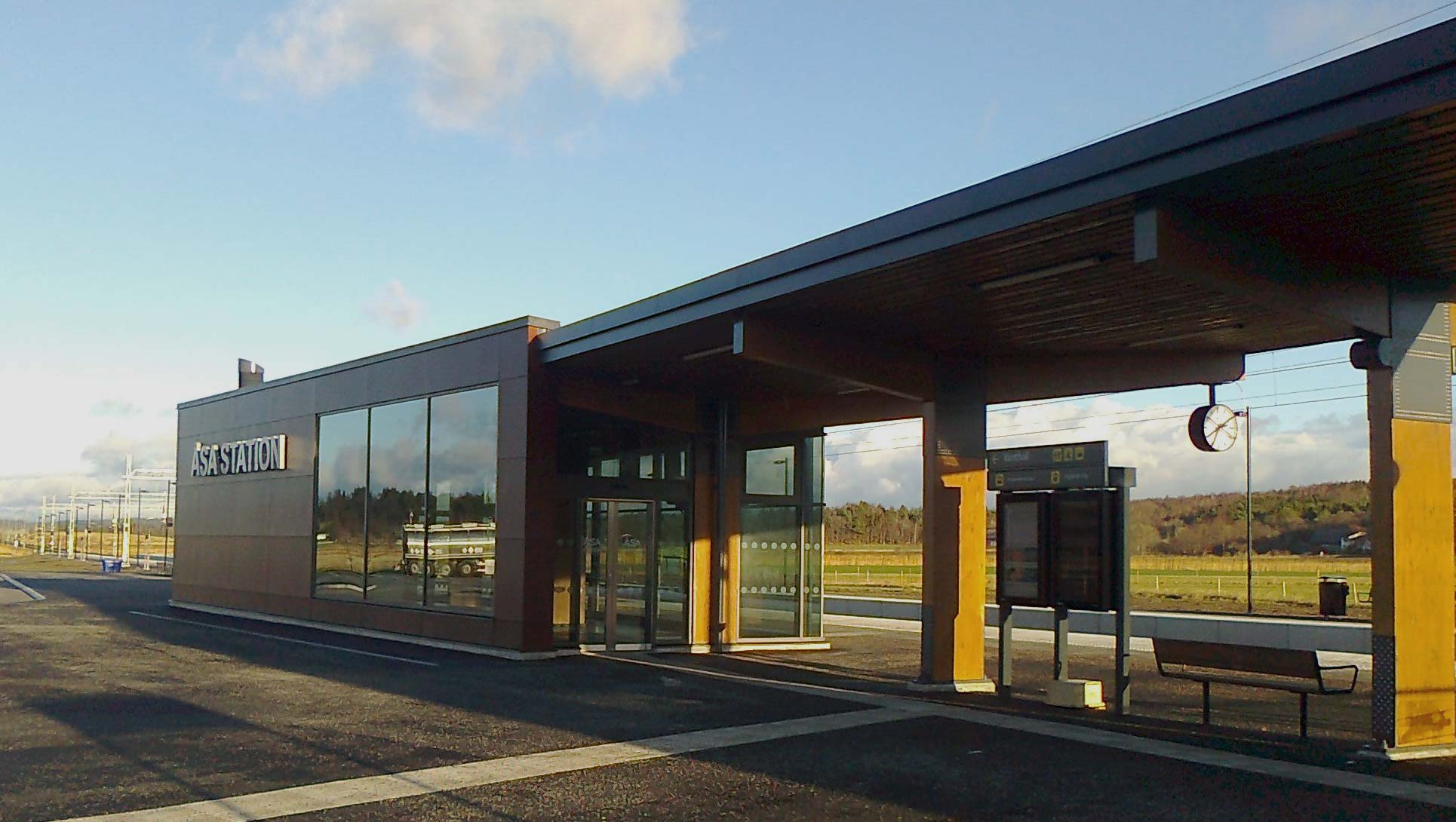
Åsa station. Invigdes i december 2013.